# Alexander Tschutschelow
Alexander Dmitrijewitsch Tschutschelow (russisch Александр Дмитриевич Чучелов; * 26. April 1933 in Tallinn, Estland; † 1. Januar 2017) war ein sowjetischer Segelsportler.

## Werdegang
Tschutschelow war für Kalev Tallinn aktiv. Bei den Finn-Dinghy-Weltmeisterschaften 1959 belegte er den siebten Platz. Ein Jahr später errang Tschutschelow die Silbermedaille bei den Olympischen Spielen in Rom hinter dem Dänen Paul Elvstrøm. Es folgte ein fünfter Rang bei den Weltmeisterschaften 1961 und den Europameisterschaften 1963. Nachdem er 1964 sowjetischer Meister geworden war, belegte er bei den Olympischen Spielen in Tokio den zwölften Rang. Später wechselte er die Bootsklasse von Finn-Dinghy zu Soling, in der er 1974 und 1975 den sowjetischen Meistertitel holte.